# Odontomyia scutellata
Odontomyia scutellata är en tvåvingeart som beskrevs av Macquart 1846. Odontomyia scutellata ingår i släktet Odontomyia och familjen vapenflugor. Inga underarter finns listade i Catalogue of Life.